# Vermont National Guard

Flagge der Vermont National Guard

Die Vermont National Guard (VTNG) des Vermont Military Department des US-Bundesstaates Vermont ist Teil der im Jahr 1903 aufgestellten Nationalgarde der Vereinigten Staaten (akronymisiert USNG) und somit auch Teil der zweiten Ebene der militärischen Reserve der Streitkräfte der Vereinigten Staaten.

## Organisation
Die Mitglieder der Nationalgarde sind freiwillig Dienst leistende Milizsoldaten, die dem Gouverneur von Vermont (aktuell Phil Scott) unterstehen. Bei Einsätzen auf Bundesebene ist der Präsident der Vereinigten Staaten Commander-in-Chief. Adjutant General of Vermont ist Major General Gregory C. Knight. Die Nationalgardeeinheiten des Staates werden auf Bundesebene vom National Guard Bureau (Arlington, VA) unter General Steven Nordhaus koordiniert.
Die Vermont National Guard besteht aus den beiden Teilstreitkraftgattungen des Heeres und der Luftstreitkräfte, namentlich der Army National Guard und der Air National Guard. Die Vermont Army National Guard hatte 2017 eine Stärke von 2582 Personen, die Vermont Air National Guard eine von 969, was eine Personalstärke von gesamt 3551 ergibt.

## Geschichte
Die Vermont National Guard führt ihre Wurzeln auf die Gründung von Milizverbänden im Jahr 1764 zurück, die im Unabhängigkeitskrieg als Green Mountain Boys bekannt wurden. Die Nationalgarden der Bundesstaaten sind seit 1903 bundesgesetzlich und institutionell eng mit der regulären Armee und Luftwaffe verbunden, so dass (unter bestimmten Umständen mit Einverständnis des Kongresses) die Bundesebene auf sie zurückgreifen kann. 
Vermont unterhält aber auch eine aktive Staatsgarde, die Vermont State Guard, die allein dem Bundesstaat verpflichtet ist. Sie bestand 1917 bis 1920 und 1941 bis 1947 und wurde 1960 wieder errichtet.

## Wichtige Einheiten und Kommandos
- Joint Forces Headquarters in Camp Johnson in Colchester.

### Army National Guard
- 86th Infantry Brigade Combat Team (Mountain)
- 124th Regional Training School
- Garrison Support Command

### Air National Guard
- 158th Fighter Wing